# Préfet de région
Le préfet de région est, en France, le dépositaire de l’autorité de l’État dans une région. Au terme du décret du 16 février 2010, il a autorité sur les préfets de département, sauf en matière de contrôle administratif, d’ordre public et de sécurité, d’entrée et de séjour des étrangers et de droit d’asile. Le préfet de région est également préfet du département où se trouve le chef-lieu de la région.

## Historique
L'institution des « préfets régionaux » est créée par le régime de Vichy pour remédier à la défaite et aussi pour remplacer les anciens préfets liés à l'esprit de la Troisième République, dont près de 30 % ont été mis à la retraite par le gouvernement de Vichy. Mise en place par l'acte (dit loi) du 19 avril 1941, cette institution est remplacée à la Libération dès juin 1944 par des commissaires de la République qui sont alors des « super préfets ». La loi du 22 mars 1946 décide de la suppression de ces Commissaires de la République.
De 1948 à 1964, des grandes régions sont créées afin de coordonner les préfets départementaux et les régions militaires : les igamies.
L'administration régionale a été mise en place en 1964. Les « régions de programme » puis « circonscriptions d'action régionale », embryons des futures régions, avaient alors à leur tête des « préfets coordonnateurs ».

## Nomination et attributions
Les attributions du préfet de région sont actuellement régies par le décret du 29 avril 2004 (qui se substitue au décret du 10 mai 1982, qui lui-même reprenait largement les dispositions d’un décret de 1964). Dans le cadre de la RGPP, lancée en 2007 sous l'impulsion de la Présidence de la République, le Préfet de région est appelé à devenir le véritable chef de l'administration de l'État dans la région, avec un pouvoir accru sur les services déconcentrés régionaux ainsi que sur les préfets de département. Cette réforme est effective avec le décret no 2010-146 du 16 février 2010, qui modifie celui de 2004 et place désormais les préfets de département sous l'autorité des préfets de région, sauf dans les domaines du droit des étrangers, de la police administrative et du contrôle de légalité sur les collectivités territoriales.

## Missions
Le Préfet de région remplit, d'une part, la totalité des prérogatives d'un préfet de département, en lien avec son directeur de cabinet, le secrétaire général de la préfecture et les chefs des nouvelles directions départementales interministérielles (qui depuis le 1er janvier 2010 remplacent les directions départementales classiques du type DDE, DDASS, etc.). Il dispose aussi d'un secrétaire général aux affaires régionales qui, avec ses services, exerce les missions dévolues au préfet pour ce qui concerne le périmètre régional.
D'autre part, en tant que préfet de région, il exerce les missions suivantes :
- il dirige les services déconcentrés régionaux de l'État ;
- il doit relayer la politique du gouvernement sur les grands projets, par exemple celui de l'intercommunalité ou de la mise en place des schémas de services collectifs ou de suivi des programmes de l'Union européenne ;
- il contrôle la légalité et le respect des règles budgétaires des actes de la région et de ses établissements publics ;
- il préside le comité de l'administration régionale (CAR) qui réunit les préfets de département et les chefs de services déconcentrés régionaux de l'État français. C’est après l’avoir consulté qu’il arrête le projet d’action stratégique de l’État dans la région ;
- il prépare, par ses informations et ses propositions, les politiques de développement économique et social et d'aménagement du territoire. Ainsi est-il chargé de la négociation puis du déroulement des contrats de plan et, depuis la réforme de 2006, des contrats de projets État-région.

Afin d'assurer la mise en œuvre de ces politiques, le préfet de région a depuis 1992 le pouvoir de fixer (après consultation du CAR) les « orientations nécessaires » à l'intention des préfets de département qui sont obligés d'y conformer leurs décisions. Le décret du 29 avril 2004 renforce les pouvoirs du préfet de région, désormais chargé de l’animation et de la coordination de l’action des préfets de département.
Le Préfet de région dispose, pour l'exercice de ces missions, du secrétariat général pour les affaires régionales (SGAR). Ce service est composé d'agents issus non seulement du ministère de l'Intérieur mais aussi des autres ministères.
Certains préfets de région sont aussi préfets de zone de défense et de sécurité et disposent, à ce titre, de pouvoirs particuliers.